# 西尾由佳理
西尾由佳理（1977年7月25日—）是日本女性自由播報員，前日本電視台播報員。出身於千葉縣市川市。經紀公司是cent. Force。

## 経歴
先後就讀於千葉縣立市川西高等學校、文京女子短期大學英語英文學科，編入學進入東京女子大學現代文化學部並順利畢業。本人曾透露在文京女子短期大學爭取編入東京女子大學期間非常努力學習。大學時期曾在美國伊利諾伊州居住了八個月。2001年進入日本電視台成為播報員，同期的還有阿部哲子（現在是自由播報員）、杉上佐智枝、森圭介。
2002年至2005年擔任《SPORTS MAX》的助理主持；2005年4月開始擔任《Zoom in!!SUPER》的第二代女主持，一直至2011年3月31日節目完結。2005年至2011年連續七年成為大型慈善節目《24小時電視 「愛心救地球」》的綜合主持。笑容甜美、學識淵博，使她成為日本電視台的看板女主持。2010年更榮登Oricon「第7屆最喜愛女主播」大型調查的冠軍。
2006年被報導和廣告策劃人權八成裕交往，兩人於2010年結婚。
2011年6月，宣布自己將於8月31日退社。8月20日至21日擔任《24小時電視34》的綜合主持是她在日本電視台最後的工作。退社後成為自由播報員。

## 外部連結
- 《Zoom in!!SUPER》西尾的博客 （2008年4月 - 2011年3月）
- 西尾的日記 （2002年1月 - 2005年2月）